# Orlando Minchio
Orlando Minchio (Dolo, 12 ottobre 1942 – Dolo, 3 febbraio 2012) è stato un politico italiano.

## Biografia
Originario di Sambruson, fu eletto sindaco di Dolo negli anni 1970.
Eletto consigliere provinciale, divenne presidente della Provincia di Venezia dal 1985 al 1988. Venne in seguito nominato presidente del Calcio Dolo e presidente dell'Ulss della Riviera.
Morì all'età di 69 anni dopo una lunga malattia.